# NIIT
NIIT es una sociedad anónima creada en La India, que proporciona la educación y la formación en Tecnologías de la Información y servicios de consultoría que luego se extendió a muchos países alrededor del planeta.

## Historia
La empresa fue fundada en 1981 por Rajendra S. Pawar y Vijay K. Thadani y pronto se convirtió en el proveedor líder de la formación de Tecnología de la Información en la India. En el año 2004, una división separada, NIIT Tecnologías SL, fue creada para dar Soluciones de T.I. a las empresas con Vijay Thadani como su CEO. El NIIT tiene varias empresas mixtas en la India y en el extranjero.

## Tecnologías NIIT Ltd
Tecnologías NIIT es una las principales soluciones de TI que ofrece soluciones personalizadas de tecnología a las empresas. Desde su creación en 2004, la compañía se ha convertido en una compañía global con soporte personalizado a servicios de clientes en toda América del Norte, Europa, Asia y Australia.
La empresa ofrece servicios en Desarrollo de Aplicaciones y Gestión, incluido el Enterprise Solutions de los Servicios Gestionados y Outsourcing de procesos de negocio a las empresas en la Superintendencia de Bancos, Servicios Financieros y Seguros, Viajes y Transporte y venta al por menor y sectores industriales. NIIT Technologies filiales NIIT SmartServe NIIT Limited y sistemas de información geográfica limitada ofrece soluciones de Business Process Outsourcing y SIG, respectivamente. 

## Presencia en Latinoamérica
El COHCIT de Honduras tiene un acuerdo con el NIIT desde principios del año 2008, para dar cursos a todos los estudiantes o egresados de la UNAH, o cualquier otra universidad de manera gratuita, imparten cursos de sql, Microsoft office 2007, Internet, java, java enterprise edition, javascript, linux, visual basic.net, etc. Gracias a la ayuda de esta organización Honduras se desarrollara mejor JDPCH
En Nicaragua a través del proyecto India-Nicaragua se han impartido cursos certificados por el gobierno de la India. Entre los impartidos están Programación en diversos lenguajes, bases de datos, Sistemas Operativos (Windows y Linux), Redes, CMS desde el 2008.
En México: El NIIT actualmente cuenta también con instituciones con sedes en Guadalajara Jalisco, Torreón Coahuila.
NIIT Guadalajara: Actualmente cuenta con apoyos gubernamentales para la certificación en el desarrollo de videojuegos y cuenta con el apoyo
de IJALTI para el desarrollo de proyectos para universidades como es CETI, UTJ, UTZMG. Además se cuenta con los programas de Ingeniería en Software e Ingeniería en Redes impartido en México con el programa de NIIT en InterSoftware (Ciudad de México) 
En lo comercial también cuenta con tratos con empresas como Tata Consultancy Service (TCS) para 
apoyar a los egresados a obtener un Trabajo Competitivo.
En El Salvador: El ITCA tiene, a través del Ministerio de Relaciones Exteriores de la India, instalado un Centro de Entrenamiento en Tecnologías de la Información.
En Perú: En el 2006 ISIL(Instituto San Ignacio de Loyola) firmó un convenio de cooperación con el NIIT para que los estudiantes peruanos puedan acceder a su contenido y metodología. Quienes sigan estudios en la Facultad de Tecnología, no sólo obtienen el título otorgado por ISIL, también lo hacen con el de NIIT.